# حياة الصم للشعوب الأصلية في كندا
تقدر الجمعية الكندية للصم أن عدد الكنديين الصم يزيد عن 350 ألفًا، ولكن لا يوجد رقم دقيق نظرًا لعدم إجراء تعداد رسمي للكنديين الصم. يوجد في كندا ما يقرب من 1.2 مليون شخص من السكان الأصليين وأكثر من 750 محمية. هناك تقاطعات مختلفة بين ثقافة الصم وثقافة السكان الأصليين، بما في ذلك تقدير المجتمع، وترسيخ هويتهم في ثقافتهم ومجموعتهم المرتبطة بها بدلاً من فرديتهم، وتبسيط هوياتهم بشكل مبالغ فيه، وعدم تمثيلهم بشكل كافٍ في الأبحاث وجمع البيانات، وتجربة عدم المساواة الصحية بسبب هوياتهم. هناك أبحاث محدودة حول الأشخاص الصم الأصليين، لكن جمعية ساسكاتشوان لحقوق الإنسان تزعم أن القضايا التي يواجهها الأشخاص الصم تتفاقم عندما يكون هذا الشخص أيضًا من السكان الأصليين.

## ظهور اللغة
تشمل لغات الإشارة الأصلية في كندا لغة إشارة ساحل ساليش (CSL)، ولغة إشارة الهضبة، ولغة إشارة الإنويت (IUR)، ولغة إشارة أونيدا (OSL)، ولغة إشارة الهنود السهليين (PiSL أو PSL)، ولغة إشارة سيكويبمك. لقد استخدم الأشخاص ذوو السمع الطبيعي في المجتمعات الأصلية تاريخيًا لغات الإشارة للتواصل مع القبائل الأخرى، والتواصل عندما لا يُسمح بالتحدث أو قد يكون خطيرًا (على سبيل المثال، أوقات الحداد، أثناء الصيد)، ورواية القصص، والتأكد من أن الأعضاء الصم في قبيلتهم يمكنهم التواصل. لا يعرف لغة الإشارة الهضبية إلا عدد قليل من كبار السن. يستخدم سكان القطب الشمالي الكندي نظام IUR؛ ويُقدر عدد الأشخاص الذين يعرفونه بحوالي 120 شخصًا (40 أصم، و80 سامعًا). نظرًا لأن انتشار الصم أعلى في مجتمعات الإنويت مقارنة بالمجتمعات غير الأصلية، فمن المعتقد أن لغة الإشارة الإنويتية تم تطويرها في المقام الأول بدافع الضرورة. لغة الإشارة الإنويتية هي لغة إشارة مشتركة. اللغة الصم والبكم، والتي نشأت من الأشخاص الصم الذين يعيشون في السهول الكبرى، يستخدمها الكري، والدكوتا، والسيكسيكا. لغة إشارة الهنود السهليين هي لغة إشارة مشتركة.
تجمع لغة الإشارة في أونيدا بين لغة الإشارة الهندية السهلية ولغة أونيدا المنطوقة، وقد تم تطويرها في عام 2016 من قبل أحد أعضاء أونيدا الصم الذين أرادوا توفير الفرصة للأشخاص الصم للتواصل مع ثقافتهم الأصلية.
تُستخدم لغة الإشارة الأمريكية ولغة الإشارة الكيبيكية بشكل أكثر شيوعًا وتعرضان لغات الإشارة الأصلية للخطر، لكن الناس يعملون على الحفاظ على اللغات الأصلية من خلال ورش العمل ومقاطع الفيديو والدعوة والمعسكرات.

## المنظمات الهامة

### الجمعية الكندية للصم (CAD)
تأسست الجمعية الكندية للصم (CAD) في عام 1940، وهي منظمة وطنية تدافع عن الأفراد الصم من خلال تطوير أفضل الممارسات للشركات والمؤسسات، وإنشاء البرامج، وتوزيع المعلومات، وإجراء البحوث، وتوفير مكتبة ومركز موارد حول الصم، وتوفير خبرتها في تجارب الأشخاص الصم. يتكون مجلسهم من الصم فقط. تم إنشاؤها بهدف توفير المنح الدراسية للصم ولكنها توسعت منذ ذلك الحين للقيام بالعديد من الأشياء الأخرى. لقد دعوا المعلمين الصم إلى مواصلة التدريس واستخدام لغة الإشارة الأمريكية في الفصول الدراسية في الأربعينيات والخمسينيات من القرن العشرين. لقد استخدموا دراسات بحثية للدفاع بنجاح عن استمرار تعليم الصم بعد الصف العاشر. وقد حدث هذا أيضًا في الخمسينيات. في سبعينيات القرن العشرين، قاموا بتأسيس برنامج لترجمة الأفلام، مما أدى إلى إنشاء كندا واستخدامها للتلفزيون المترجم في عام 1981. في السنوات الأخيرة، قامت CAD بتوظيف أكثر من 500 كندي أصم، ووضعت برنامج تدريبي لمعالجة الأمية، وفازت بمعارك قانونية لدعم وتعزيز حقوق الصم.

### جمعية الطيور الطنانة في كولومبيا البريطانية للصم (BCHSD)
تأسست جمعية الطيور الطنانة في كولومبيا البريطانية للصم في عام 2017، وتتعاون مع مجتمعات الصم والسكان الأصليين في جميع أنحاء كندا لبناء الشعور بالمجتمع والانتماء للأشخاص الصم الأصليين. يتألف مجلس لغة الإشارة الأصلية (ISL) من أعضاء من قبائل مختلفة يعملون جميعًا معًا للحفاظ على لغة الإشارة الأصلية وحمايتها. ويشيرون في تقريرهم إلى أنهم لا يعرفون سوى منظمة أخرى تعمل مع السكان الأصليين الصم، وهي جمعية الصم في نونافوت. لا يوجد لدى جمعية الصم في نونافوت موقع ويب أو صفحة على وسائل التواصل الاجتماعي يمكن العثور عليها، ولكن أحد المقالات الإخبارية أفاد بأنهم منظمة تطوعية تقوم بأعمال المناصرة للأشخاص الصم في نونافوت.

### الجمعية الكندية لضعاف السمع (CHHA)
تأسست الجمعية الكندية لضعاف السمع في عام 1982 لتمكين الأشخاص الذين يعانون من فقدان السمع. إنهم يقدمون التعليم والموارد والتوجيه. يقدم موقعهم على الإنترنت معلومات حول علم السمع، وما الذي يسبب فقدان السمع وكيفية الوقاية منه، والموارد المتاحة للأشخاص الذين يعانون من فقدان السمع وأحبائهم، وكيفية الدفاع عن نفسك كشخص يعاني من صعوبة السمع، والتكنولوجيا التي يمكن للأشخاص استخدامها لإصلاح فقدان السمع لديهم. يربط برنامجهم الإرشادي المجاني الأشخاص الذين يعانون من صعوبة في السمع ويوفر لهم المساحة لطرح الأسئلة والحصول على الدعم الاجتماعي والعاطفي وفهم حالتهم بشكل أفضل.

### خدمات السكان الأصليين في كندا (ISC)
تعد خدمات السكان الأصليين في كندا جزءًا من الحكومة الكندية التي تتعاون مع الشركاء الأصليين لتقديم خدمات مصمة خصيصًا لتلبية احتياجات السكان الأصليين. إنهم يقدمون خدمات إدارة الطوارئ، ويقدمون التمويل للرعاية الصحية والتعليم، ويوفرون موارد وخدمات الرعاية الصحية، ويعملون على تحسين الإسكان والبنية الأساسية في المحميات، وتطوير البرامج، ومساعدة المجتمعات الأصلية على أن تصبح أكثر اكتفاءً ذاتيًا من خلال التنمية الاقتصادية والمجتمعية والحكومية.

## حقوق الإنسان/الحقوق المدنية
صادقت كندا على اتفاقية حقوق الأشخاص ذوي الإعاقة في عام 2010. وكجزء من اتفاقية حقوق الأشخاص ذوي الإعاقة، من المفترض أن تضمن كندا لسكانها الصم الحق في التعليم، والقدرة على الوصول إلى المرافق والخدمات، وحرية التعبير عن الآراء والوصول إلى المعلومات، وحرية المشاركة في الحياة الثقافية. وتزعم الجمعية الكندية للصم أنه على الرغم من أن حقوق الصم محمية على المستوى الفيدرالي، إلا أنها لا تزال تُنتهك محليًا ودوليًا بسبب الجهل والطريقة التي تم بها بناء النظام. يتعرض الأشخاص الصم الأصليون لخطر أكبر فيما يتعلق بانتهاكات حقوق الإنسان بسبب هوياتهم المتقاطعة. أجرت لجنة حقوق الإنسان في ساسكاتشوان أكثر من 40 مقابلة لتحديد مدى التمييز الذي أبلغت عنه مصادر مختلفة في عام 2014. ومن خلال هذه المقابلات، تم تشكيل لجنة من الأشخاص ذوي الخبرة الحية وتقرير بعنوان "الوصول والمساواة للصم والبكم وضعاف السمع: تقرير لأصحاب المصلحة"، والذي تم إصداره في عام 2016. سلط هذا التقرير الضوء على التمييز الذي يتعرض له الأشخاص الصم عند محاولتهم الحصول على الرعاية الصحية والتعليم والتوظيف والخدمات الاجتماعية، كما أشار إلى 15 قضية تحتاج إلى معالجة من أجل خلق كندا أكثر عدالة. وتعمل لجنتهم على معالجة هذه الأمور.
بدأ تطوير قانون كندا الميسرة (ACA) في عام 2017 وتم إقراره في عام 2019 بهدف إزالة الحواجز أمام الأشخاص ذوي الإعاقة في سبعة مجالات: التوظيف؛ البيئة المبنية؛ تكنولوجيا المعلومات والاتصالات (ICT)؛ التواصل خارج تكنولوجيا المعلومات والاتصالات؛ البرامج والخدمات؛ النقل؛ والحصول على السلع والخدمات والمرافق. تم الاعتراف بلغة الإشارة الأمريكية، ولغة الإشارة الكيبيكية، ولغات الإشارة الأصلية باعتبارها اللغات الأساسية للصم الكنديين في هذا القانون. يجب على جميع الجهات الحكومية والبنوك وأنظمة النقل وأجهزة إنفاذ القانون اتباع أحكام هذا القانون، الذي ينفذه مفوض إمكانية الوصول من خلال التقارير والتفتيشات وإشعارات المخالفات. وكجزء من هذا القانون، أنشأت كندا منظمة لتطوير معايير إمكانية الوصول بهدف إنشاء معايير طوعية لإمكانية الوصول لكي تتبعها المنظمات والكيانات الأخرى. يتكون الجزء الأكبر من هذه المنظمة من الأشخاص ذوي الإعاقة. وكجزء أخير من هذا القانون، أعلنت كندا يوم الأحد الأخير من شهر مايو بمثابة بداية أسبوع القدرة على الوصول الوطني.

## الكشف المبكر عن ضعف السمع والوقاية منه
تدعم الجمعية الكندية للصم بشكل كامل الكشف المبكر عن السمع حتى يتمكن الأطفال من الوصول إلى اللغة في أقرب وقت ممكن.
هناك بيانات ضئيلة حول اكتشاف السمع والتدخلات بين الأطفال الصم الأصليين. ويرجع ذلك إلى العديد من الأسباب، بما في ذلك محدودية الوصول إلى موارد الرعاية الصحية، والاختلافات في المعتقدات الثقافية المتعلقة بنمو الطفولة، وعدم وجود فهم من جانب المتخصصين. على الرغم من قيامهم بمراجعة واسعة للأدبيات، لم تتمكن الجمعية الكندية لأخصائيي أمراض النطق واللغة والسمع من جمع معلومات عن فحص السمع وتقديم الخدمات للأطفال الأصليين الذين تتراوح أعمارهم بين 0 إلى 6 سنوات في جميع أنحاء كندا.
بسبب الموقع الريفي للعديد من المجتمعات الأصلية في كندا، أصبح من الصعب على السكان الصم الحصول على الرعاية المتعلقة بصحة السمع لديهم. وفي محاولة لمكافحة هذا الأمر، أنشأت جوزيه لاغاسي وفيرونيك فايانكور مشروعًا تجريبيًا لفحص السمع في محمية بيكانجيكوم للأمم الأولى في أونتاريو. قاموا بفحص أكثر من 400 طفل في مدرسة ابتدائية وزودوا الأسر بالموارد إذا كان اختبار طفلهم خارج عتبة السمع النموذجية. ويأملون أن يعمل هذا المشروع على تثقيف المجتمع بشأن فحص السمع وتسليط الضوء على هذه الفجوة في الخدمات حتى يعمل المزيد من الأشخاص على جعل فحص السمع أكثر سهولة في المناطق الريفية.
تتعاون مؤسسة اسمع العالم ومؤسسة السمع الكندية لتحسين صحة السمع لدى السكان الأصليين في كندا. ومن المهم أن نلاحظ أن هذه المنظمات تركز على الوقاية من فقدان السمع بدلاً من الأشخاص الذين يولدون أصمًا، ولكنها لا تزال تعمل على تحديد فقدان السمع في سن مبكرة وتزويد الأشخاص بالموارد في حالة تعرض الطفل لفقدان السمع. وتضمنت هاتان المجموعتان خبراء من السكان الأصليين لتحديد العوائق التي تحول دون علاج فقدان السمع وزيادة الثقة في الخدمات المقدمة.

## التعليم الابتدائي والثانوي
في الماضي، تم وضع الأطفال الصم والأطفال الأصليين في مدارس داخلية، حيث أجبروا على الاندماج والتخلي عن ثقافتهم. وتعرض الأطفال في هذه المدارس لمعاملة سيئة من قبل الموظفين ولا يزال العديد منهم متأثرين بالتجارب المؤلمة التي مروا بها. معظم المعلمين لم يكونوا من الصم، لكن الناس يتذكرون أن بعض المعلمين الصم كانوا أيضًا يسيئون معاملة الطلاب الأصليين. كما أثرت الاختلافات الثقافية في هذه المدارس سلبًا على الأطفال الأصليين. ولم يتعلم الطلاب تاريخ السكان الأصليين وأُجبروا على استخدام اللغة الإنجليزية أو لغة الإشارة الأمريكية. على الرغم من أن المدارس الداخلية قد تكون ضارة، إلا أنها قد تؤدي أيضًا إلى نتائج أفضل في اللغة والتواصل.
في الوقت الحاضر، نادرًا ما يتمكن الأطفال الصم من الوصول إلى مرحلة ما قبل المدرسة، وغالبًا ما يتم دمجهم في الفصول الدراسية النموذجية مع المساعدين. أيدت لجنة حقوق الإنسان إنشاء مدرستين للأطفال الصم، ولكن من غير الواضح ما إذا كانت هذه المدارس ستكون متاحة للأطفال الأصليين. في أطروحة الدكتورة ماكاي كودي، ذكرت أن العديد من الأطفال الصم الأصليين لا يحصلون على التعليم. حتى لو التحقوا بمدرسة عادية، فقد يتم تجاهلهم من قبل المعلم أو لا يتمكنون من الوصول إلى مترجم. في كثير من الأحيان يتم تطوير تعليم الصم مع وضع الطلاب الصم البيض في الاعتبار ولا يأخذ في الاعتبار الاحتياجات الثقافية للطلاب الأصليين. لا يوجد الكثير من المعلمين الصم من ذوي البشرة الملونة.

## التعليم العالي
يتمكن الطلاب الأصليون من الحصول على تمويل حكومي للمدرسة من خلال برنامج إعداد القبول بالجامعة والكلية وبرنامج دعم الطلاب ما بعد المرحلة الثانوية. تعمل هذه البرامج على جعل التعليم العالي أكثر سهولة في الوصول إليه وتعزيز زيادة التحصيل التعليمي لدى السكان الأصليين.
في بعض الأحيان، ينسحب الطلاب الأصليون الذين يرغبون في أن يصبحوا مترجمين بسبب الافتقار إلى الوعي الثقافي في برامج تدريب المترجمين. هناك أيضًا نقص في النماذج التي يمكن للطلاب الصم الأصليين أن يتطلعوا إليها، مما قد يجعل رحلتهم عبر التعليم العالي أكثر صعوبة. ردًا على قانون اللغات الأصلية، طلب الناس أن تتاح الدرجات العلمية في مؤسسات ما بعد الثانوية باللغات الأصلية. وردت الحكومة الكندية قائلة إن إنشاء هذا الأمر يقع على عاتق المؤسسات نفسها.

## الرعاية الصحية
وتشير الجمعية الكندية للصم إلى أن المستشفيات تفتقر إلى المترجمين، والأطباء الصم الذين يفهمون القضايا الخاصة التي يواجهها مرضى الصم، وأنظمة الإنذار المرئية، والترجمات المغلقة التي تسمح لمرضى الصم بفهم ما هو موجود على التلفزيون، والتكنولوجيا التي تسمح لمرضى الصم بتحديد المواعيد عبر الهاتف. أعلنت المحكمة العليا في قضية إلدريدج ضد كولومبيا البريطانية (AG) (1997) أن أي منشأة للرعاية الصحية تتلقى تمويلًا فيدراليًا يجب أن توفر خدمات وسلعًا يمكن الوصول إليها للأشخاص الصم أو ضعاف السمع أو ذوي الإعاقة بطريقة أخرى. ومع ذلك، لا يتم تطبيق هذه القاعدة في كل المناطق، وهي تنطبق فقط على خدمات الرعاية الصحية والمواقع التي تمولها الحكومة، وليس على مقدمي الرعاية الصحية من القطاع الخاص. لمكافحة عدم إمكانية الوصول إلى موارد الرعاية الصحية، طورت الجمعية الكندية للصم برنامج "افتح!"، الذي يوفر معلومات صحية متاحة للجميع: الصم، والأشخاص الذين يتحدثون الإنجليزية أو الفرنسية، أو الأشخاص ذوي الإعاقة. لسوء الحظ، واجه هذا البرنامج صعوبة في جذب شركاء ملتزمين ما لم يكونوا  حصل على تمويل حكومي.
على الرغم من اتفاقية حقوق الأشخاص ذوي الإعاقة والتشريعات الأخرى التي تم وضعها لحماية حقوق الأشخاص الصم، فما زال من الممكن حرمانهم من المترجمين عند طلب الرعاية الصحية وتجربة رعاية دون المستوى بسبب نقص المعرفة والتواصل. تعتبر التشخيصات الخاطئة شائعة، وغالبًا ما يركز مقدمو الخدمات على صم الشخص بدلاً من المشكلة الصحية التي يريد المريض معالجتها.
على الرغم من أن كندا لديها نظام رعاية صحية شامل، إلا أن أجهزة السمع ليست مغطاة بالكامل بالتأمين ولا تنطبق التغطية إلا كل بضع سنوات، على الرغم من الحاجة إلى استبدال الأجزاء بشكل متكرر. إن تغطية أجهزة السمع أسوأ بالنسبة للسكان الأصليين لأن الرعاية الصحية المقدمة لهم تقدمها وزارة شؤون السكان الأصليين والتنمية الشمالية بدلاً من وزارة الصحة. وبموجب خطة الرعاية الصحية هذه، يتم استبدال سماعة أذن واحدة فقط كل خمس سنوات، وهو ما يمثل تغطية أسوأ من نظيراتها من غير السكان الأصليين. من المرجح أن يعاني السكان الأصليون من نتائج صحية سيئة مقارنة بنظرائهم من غير السكان الأصليين.
وأشارت اللجنة إلى ضرورة تحسين فرص الحصول على خدمات الرعاية الصحية الطارئة، إلى جانب توفير الترجمة أثناء العلاج. ونتيجة لعمل لجنتهم، أصبح الصم في ساسكاتشوان قادرين الآن على إرسال رسائل نصية إلى خدمات الطوارئ.

## توظيف
قد لا يفهم أصحاب العمل كيفية استيعاب الأشخاص الصم في القوى العاملة، مما يجعل من الصعب على الصم العثور على عمل يستحق ذلك. سينتقل العديد من الصم الأصليين أو يتنقلون للعمل في المناطق الحضرية نظرًا لوجود المزيد من خدمات الصم والمترجمين هناك.

## الحفاظ على اللغة وإحياءها
لقد فقدت العديد من اللغات الأصلية في المدارس الداخلية، بما في ذلك لغات الإشارة. كما أدت سياسات مثل قانون الهنود إلى تقييد استخدام اللغات الأصلية ومنع انتقالها إلى الجيل التالي. بعض الآباء، وخاصة الآباء الذين يسمعون، ببساطة لا يملكون الموارد التي يحتاجونها لتعليم أطفالهم لغة الإشارة. وهذا يعني أنه ينتهي بهم الأمر إلى إرسالهم إلى مدرسة حيث سيتعلمون لغة الإشارة الأمريكية أو لغة الإشارة الكيبيكية. لغة الإشارة الهندية السهلية ولغة الإشارة الإنويت معرضتان للخطر حاليًا ولديهما عدد قليل من المتحدثين بها (أي يستخدمها أقل من 10000 شخص). تذكر الموسوعة الكندية أن هناك جهودًا لتنشيط (مثل التدريس والتعلم والتوثيق) تبذلها الكليات والجامعات، لكنها لا تذكر لغات الإشارة على وجه التحديد.
هناك عدة طرق تدعم بها الحكومة الحفاظ على اللغات الأصلية وإحيائها. في الأول من أكتوبر 2022، دخل قانون لغة الميكماك حيز التنفيذ في نوفا سكوشا. يعترف هذا القانون باللغة الميكماك باعتبارها اللغة الأولى للمقاطعة ويعزز جهود الحماية والإنعاش. حصل قانون اللغات الأصلية على الموافقة الملكية في عام 2019 بهدف الحفاظ على اللغات الأصلية وإحياءها. وقد اعترفت الحكومة رسميًا بأن حماية هذه اللغات أمر مهم لأن جميعها تقريبًا معرضة للخطر وتشكل جزءًا أساسيًا من الثقافة والهويات الأصلية. تم تطوير هذا القانون من قبل جمعية الأمم الأولى وأمة الميتيس ووزارة التراث الكندي. كان هناك بعض ردود الفعل العنيفة تجاه هذا القانون، نظرًا لاستبعاد بعض المجموعات الأصلية من المناقشة. كما أنها لا تدعو إلى أي شكل من أشكال لغة الإشارة الأصلية.
يقوم مجلس لغة الإشارة الأصلية التابع لـجمعية الطيور الطنانة في كولومبيا البريطانية للصم بإنشاء مقاطع فيديو ونصوص للحفاظ على اللغات الأصلية للأجيال القادمة. في عام 1930، أنشأ متحف سميثسونيان قاموسًا للأفلام يظهر استخدام لغة إشارة الهنود السهليين من قبل الأفراد الذين يسمعون. لقد تمكنوا من إنتاج هذا الفيلم بفضل الأموال التي قدمها لهم الكونجرس الأمريكي. وتستضيف بعض المجموعات أيضًا معسكرات لغوية حيث يمكن للأشخاص الحضور لتعلم اللغة الإنجليزية كلغة أجنبية.
يضم متحف اللغة الكندية حاليًا معرضًا متنقلًا يضم ست لغات إشارة مختلفة مستخدمة في كندا: لغة الإشارة الأمريكية، ولغة الإشارة الكيبيكية، ولغة الإشارة الهندية السهلية، ولغة الإشارة الإنويت، ولغة الإشارة البحرية، ولغة الإشارة أونيدا. يعلم هذا المعرض الناس عن تاريخ اللغة ومن يستخدمها. هناك معرض افتراضي للأشخاص الذين لا يستطيعون رؤيته شخصيًا.